# 沃格湖
48°51′26″N 8°14′3.3″E / 48.85722°N 8.234250°E

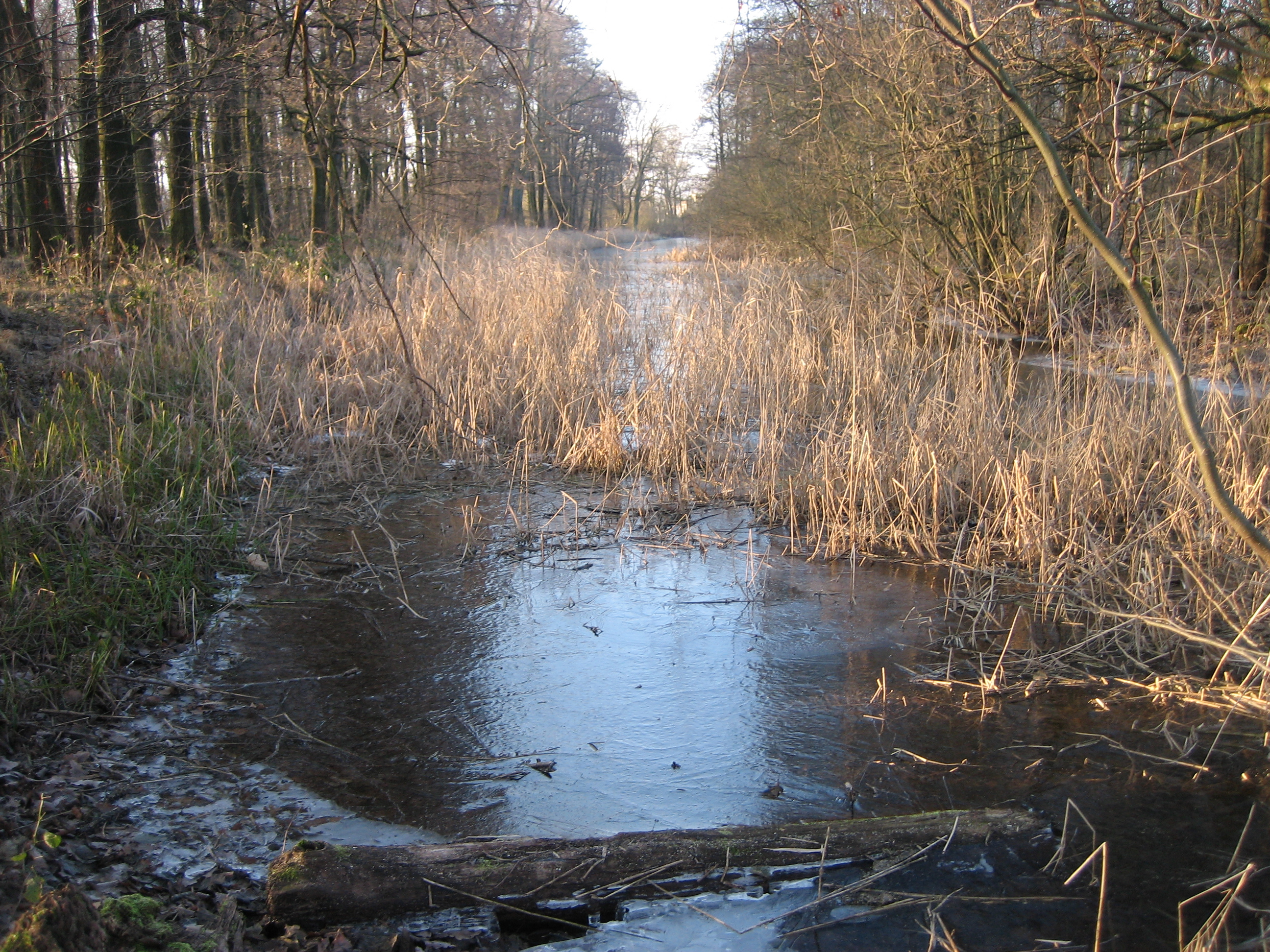

沃格湖（德語：Woogsee），是德國的湖泊，位於該國西南部，由巴登-符騰堡州負責管轄，處於拉施塔特以東，長0.3公里、寬0.02公里，面積0.004平方公里，海拔高度115米，平均水深2米。